# Иполит Шарл Бержие
Иполит Шарл Бержие е френски индустриалец.

## Биография
Роден е през 1828 г. През 1881 г. българското правителство му дава монополното право за период от 10 години за производство на спирт в Софийска област при безмитен внос на машини и други привилегии. Това е първата българска индустриална концесия. От 1882 до 1884 г. участва в концесионното експлоатиране на държавните мини „Перник“. В съдружие с други индустриалци през 1882 г. построява едно от най-големите индустриални предприятия в България в края на XIX век – спиртната фабрика в Княжево. То е с капитал 1 млн. франка, в него работят 40 души. През 1880-те години от местни зърнени храни се произвеждат по 15 000 – 20 000 хектолитра спирт годишно. След като срока на концесията изтича фабриката става собственост на Иван Хаджиенов. През 1920 г. става собственост на холандско-белгийски индустриалци, а през 1947 г. е национализирана.
Умира през 1899 г.